# Корал-Спрінгс

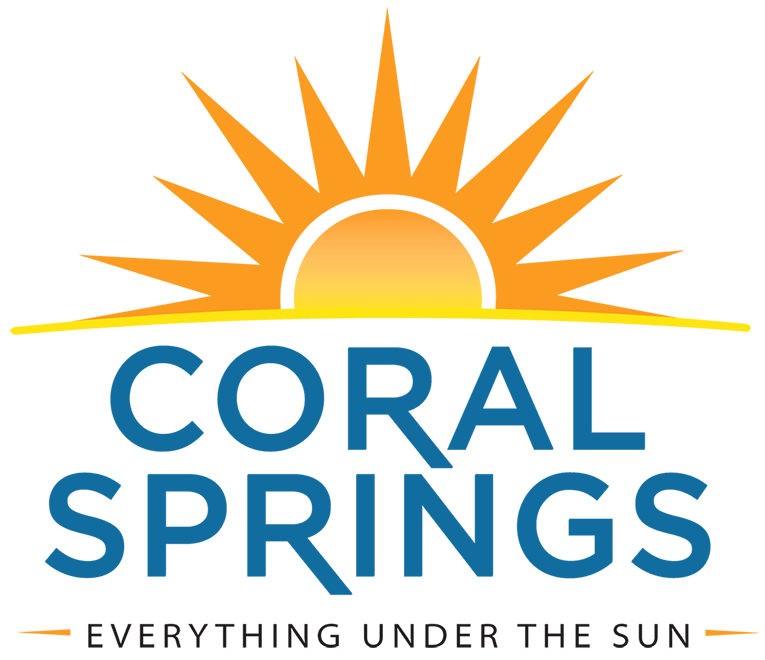
Логотип міста з 2009 року.

Корал-Спрінгс (англ. Coral Springs — «Коралові джерела») — місто (англ. city) в США, в окрузі Бровард на південному сході штату Флорида, північно-західне передмістя Маямі (за 60 км) й Форт-Лодердейла (за 27 км). Населення — 134 394 особи (2020). Належить великій конурбації південно-східної Флориди міста Маямі та Форт-Лодердейлу з населенням 5 565 тисяч осіб (2010).
Незважаючи на свою назву, у місті немає джерел. Місто засноване 1963 року, як плановане місто. Землі міста раніше були плавнями й постійно затоплювалися повенями. Після вириття каналів земля використовувалася як бобова ферма. Місто заселено середнім класом. У 2003 році місто виснажило усі резерви землі під забудову. Корал-Спринґс має 44 місце серед найкращих міст за проживанням у США.
Середньодобова температура липня — +29 °C, січня — +19 °C. Сезон ураганів червень-листопад з піком на вересень.

## Географія
Корал-Спрінгс розташований за координатами 26°16′15″ пн. ш. 80°15′33″ зх. д. / 26.27083° пн. ш. 80.25917° зх. д. (26.270783, -80.259291). За даними Бюро перепису населення США в 2010 році місто мало площу 62,14 км², з яких 61,62 км² — суходіл та 0,52 км² — водойми.

### Клімат
| Клімат : Корал-Спрінгс  | Клімат : Корал-Спрінгс | Клімат : Корал-Спрінгс | Клімат : Корал-Спрінгс | Клімат : Корал-Спрінгс | Клімат : Корал-Спрінгс | Клімат : Корал-Спрінгс | Клімат : Корал-Спрінгс | Клімат : Корал-Спрінгс | Клімат : Корал-Спрінгс | Клімат : Корал-Спрінгс | Клімат : Корал-Спрінгс | Клімат : Корал-Спрінгс | Клімат : Корал-Спрінгс |
| Показник                | Січ.                   | Лют.                   | Бер.                   | Квіт.                  | Трав.                  | Черв.                  | Лип.                   | Серп.                  | Вер.                   | Жовт.                  | Лист.                  | Груд.                  | Рік                    |
| Абсолютний максимум, °C | 32,2                   | 32,2                   | 33,3                   | 37,8                   | 37,2                   | 37,8                   | 38,3                   | 37,2                   | 37,2                   | 36,1                   | 34,4                   | 31,7                   | 38,3                   |
| Середній максимум, °C   | 24,4                   | 25,0                   | 26,7                   | 28,3                   | 30,6                   | 32,2                   | 33,3                   | 33,3                   | 32,8                   | 30,6                   | 27,8                   | 25,6                   | 29,4                   |
| Середній мінімум, °C    | 14,4                   | 14,4                   | 16,7                   | 18,9                   | 21,7                   | 23,3                   | 23,9                   | 23,9                   | 23,3                   | 21,7                   | 18,9                   | 16,1                   | 20,0                   |
| Абсолютний мінімум, °C  | −3,9                   | −6,1                   | 0,0                    | 5,6                    | 10,0                   | 4,4                    | 16,1                   | 16,1                   | 13,9                   | 6,7                    | 2,2                    | −2,2                   | −6,1                   |
| Норма опадів, мм        | 71                     | 70                     | 76                     | 86                     | 146                    | 186                    | 151                    | 176                    | 178                    | 146                    | 108                    | 62                     | 1455                   |
| ----------------------- | ---------------------- | ---------------------- | ---------------------- | ---------------------- | ---------------------- | ---------------------- | ---------------------- | ---------------------- | ---------------------- | ---------------------- | ---------------------- | ---------------------- | ---------------------- |
| Джерело:                |                        |                        |                        |                        |                        |                        |                        |                        |                        |                        |                        |                        |                        |

## Демографія
Згідно з переписом 2010 року, у місті мешкало 121 096 осіб у 41 814 домогосподарствах у складі 32 445 родин. Густота населення становила 1949 осіб/км². Було 45433 помешкання (731/км²).
Расовий склад населення:
| - 69,2 % — білих - 17,9 % — чорних або афроамериканців - 5,1 % — азіатів - 0,2 % — корінних американців - 0,1 % — вихідців з тихоокеанських островів - 4,2 % — осіб інших рас |

До двох чи більше рас належало 3,3 %. Частка іспаномовних становила 23,5 % від усіх жителів.
За віковим діапазоном населення розподілялося таким чином: 26,6 % — особи молодші 18 років, 65,5 % — особи у віці 18—64 років, 7,9 % — особи у віці 65 років та старші. Медіана віку мешканця становила 36,5 року. На 100 осіб жіночої статі у місті припадало 92,7 чоловіків; на 100 жінок у віці від 18 років та старших — 88,6 чоловіків також старших 18 років.
Середній дохід на одне домашнє господарство становив 88 369 доларів США (медіана — 66 430), а середній дохід на одну сім'ю — 93 304 долари (медіана — 71 321). Медіана доходів становила 50 522 долари для чоловіків та 41 567 доларів для жінок. За межею бідності перебувало 10,3 % осіб, у тому числі 14,9 % дітей у віці до 18 років та 8,9 % осіб у віці 65 років та старших.
Цивільне працевлаштоване населення становило 64 586 осіб. Основні галузі зайнятості: освіта, охорона здоров'я та соціальна допомога — 20,0 %, роздрібна торгівля — 15,2 %, науковці, спеціалісти, менеджери — 14,9 %.